# مارج
المارِج (الاسم العلمي: Leopardus wiedii) يسمى قط إسبانيا الجديدة أيضاً، هو سنور صغير يعيش في غابات أمريكا الجنوبية وأمريكا الوسطى. يُعتبر حيواناً انفرادياً جداً. وكلمة مارج تعني في اللغة العربية لهيب النار الساطع.

## الصفات الجسدية

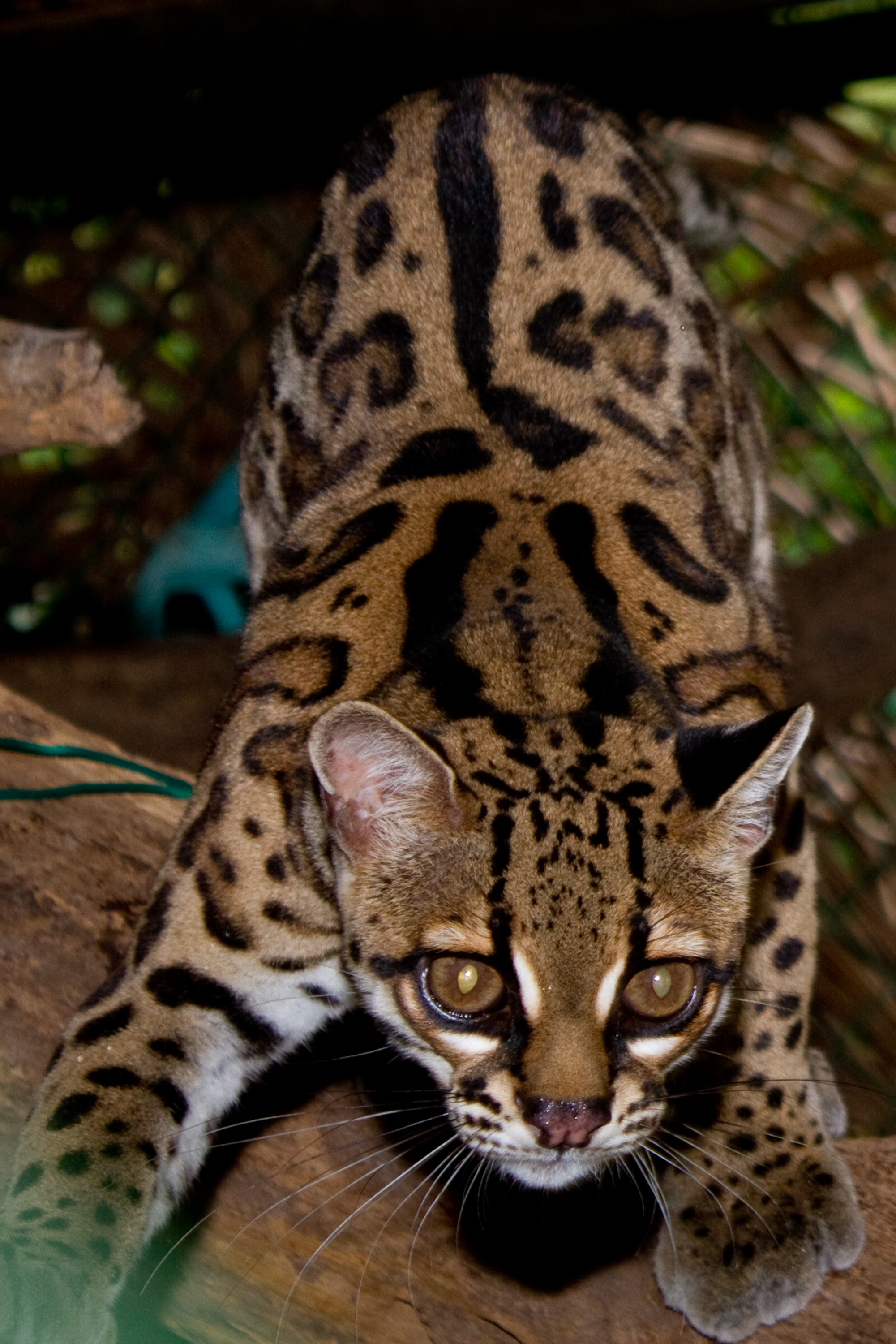
المارِج

المارج هو ثالث أكبر سنور من الأسرة القطية يصل طوله إلى 100 سنتيمتر ووزنه يصل إلى ما يقارب 26 كيلوغراماً ويصل وزن الإناث إلى 13 كيلوغراماً.

## السلوك
المارج حيوان انفرادي كأغلبية السنوريات فهو يعيش منفرداً.

### النظام الغذائي
حيوان المارج يتغذى على الحيوانات من الثدييات الصغيرة مثل: الفأر والأرانب ويصطاد الطيور التي تفوقه وزناً. وهو كباقي السنوريات كسول فالأنثى هي التي تحضر الطعام.[بحاجة لمصدر]

### التناسل ودورة الحياة
قط المارج يعيش حتى بلوغه 20 سنة وفي الأسر يمكن أن يبلغ 26 سنة وعند تزاوج الذكر مع الأنثى، تضع الأنثى صغارها بعدد يتراوح بين 1-4.[بحاجة لمصدر]

## الانتشار
قط المارج يعيش في قارة أمريكا الجنوبية في الغابات الكثيفة كالأمازون وفي أمريكا الشمالية وأمريكا الوسطى.